# Machlolophus
Machlolophus és un gènere d'ocells de la família dels pàrids (Paridae ).

## Taxonomia
Aquest gènere està format per cinc espècies segons la Classificació del Congrés Ornitològic Internacional (versió 13.1, 2023) i per 4 segons el HBW
- Machlolophus nuchalis - mallerenga de clatell blanc.
- Machlolophus holsti - mallerenga de Taiwan.
- Machlolophus xanthogenys - mallerenga de l'Índia.
- Machlolophus aplonotus.
- Machlolophus spilonotus - mallerenga de la Xina.